# Trzęsienie ziemi w Chillán (1939)
Trzęsienie ziemi w Chillán w 1939 roku – trzęsienie ziemi o sile 8,3 stopnia w skali Richtera, które nastąpiło 24 stycznia 1939 roku o godzinie 23:32 czasu lokalnego, w mieście Chillán w Chile. W jego wyniku, śmierć poniosło 5648 osób (nieoficjalne dane mówiły nawet o 30 tys. ofiar), a setki zostało rannych. 

## Wstrząsy w Chillán
Wstrząs główny nastąpił o godzinie 23:32, w okolicach miasta Chillán. Wstrząs miał siłę 8,3 stopnia w  skali Richtera. W jego wyniku runęło ponad 3500 domów. Trzęsienie całkowicie zniszczyło m.in. katedrę.  Na skutek zniszczeń, wielu mieszkańców na zawsze opuściło Chillán.

## Wstrząsy w Concepción
Trzy minuty po trzęsieniu ziemi w Chillán, nastąpił wstrząs wtórny, który nawiedził miasto Concepción. Trzęsienie zniszczyło niemal 95% budynków w mieście. W momencie trzęsienia ziemi w teatrze odbywał się spektakl. Ludzie wewnątrz wpadli w panikę i zaczęli uciekać z budynku po schodach, lecz na skutek wstrząsów, schody runęły, zabijając wiele znajdujących się na nich osób. Trzęsienie całkowicie zniszczyło m.in. dworzec kolejowy.